# Jane Avril

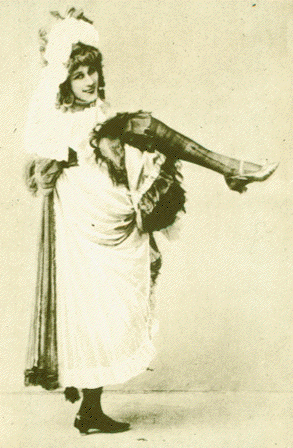
Jane Avril, fotografia z 1893 roku

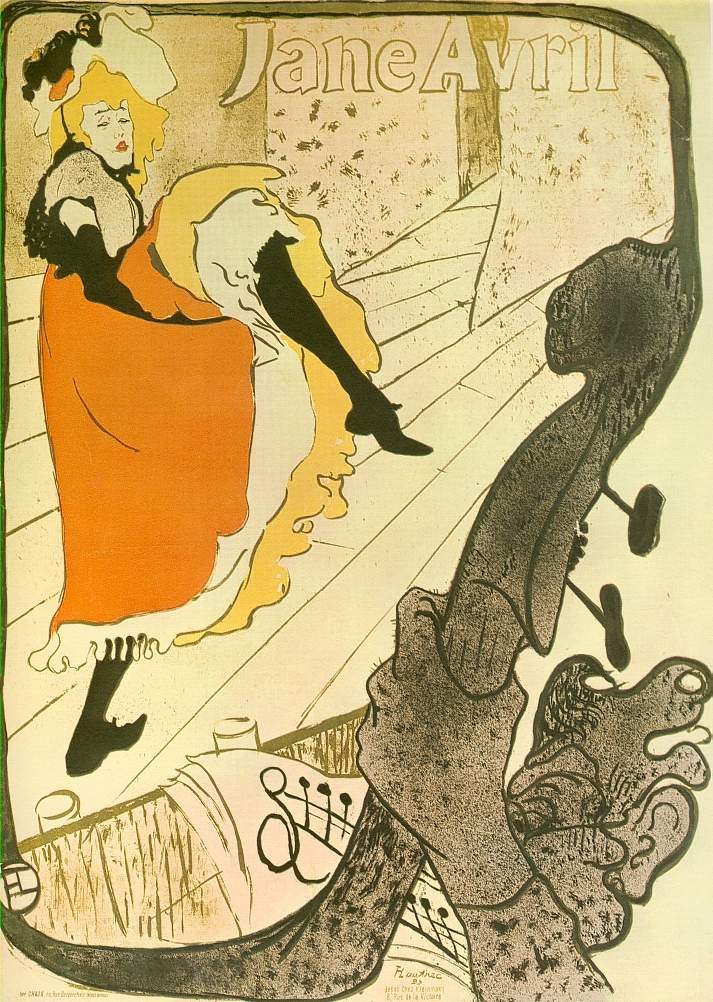
Jane Avril na plakacie wykonanym przez Henri de Toulouse-Lautreca

Jane Avril (ur. 31 maja 1868, zm. 16 stycznia 1943) – francuska tancerka kankana. Sławę zyskała m.in. dzięki obrazom oraz plakatom z jej wizerunkiem wykonanym przez Henriego de Toulouse-Lautreca.
Jane Avril urodziła się w Belleville (obecnie znajdującej się w 20. dzielnicy Paryża), w 1868 roku jako Jeanne Beaudon. W dzieciństwie emocjonalnie przeżywała nieobecność ojca, który nie odegrał w jej życiu znaczącej roli. Matka alkoholiczka często znęcała się fizycznie nad małą Jeanne. Przemoc domowa spowodowała, że dziewczynka uciekła z domu, jednakże została złapana przez funkcjonariuszy policji i osadzona w szpitalu Salpêtrière. Wówczas zaopiekował się nią doktor Jean-Martin Charcot. Pod jego opieką młoda Jeanne opanowała swoje napady histerii oraz rozpoczęła pierwsze występy taneczne dla personelu szpitala. Opuściła szpital w wieku 16 lat i przeprowadziła się do dzielnicy łacińskiej, gdzie zamieszkiwała ówczesna elita artystyczna Paryża. 
Za dnia Jeanne podejmowała się praktycznie każdej pracy, w nocy natomiast rozwijała karierę tancerki w jednym z paryskich klubów. W 1888 roku poznała pisarza René Boylesve, przyjęła wówczas pseudonim artystyczny Jane Avril oraz rozpoczęła karierę pełnoetatowej tancerki. W 1889 roku Avril zaczęła występować w kabarecie Moulin Rouge. Występując w kabarecie poznała Henriego de Toulouse-Lautreca, stając się jego inspiracją – stworzył on wiele plakatów z jej podobizną.
W 1895 roku właściciele Moulin Rouge zaproponowali Avril intratny kontrakt pieniężny, w myśl którego miała zastąpić Louise Weber, najsłynniejszą paryską tancerkę ówczesnych lat, występującą pod pseudonimem „La Goulue”. Jane Avril, mimo że prezentowała inny styl występów niż Weber, szybko stała się popularna, zostając jedną z najpopularniejszych artystek występujących na deskach Moulin Rouge. W tym samym czasie urodziła swoje pierwsze dziecko, lecz wkrótce po jego narodzinach wróciła do tańca.
W wieku 42 lat Avril poznała i poślubiła niemieckiego artystę Maurice'a Biaisa. Para wkrótce kupiła dom i przeprowadziła się do Jouy-en-Josas, na przedmieściach Paryża. Wkrótce po ślubie Biais zaczął opuszczać dom, co wpłynęło negatywnie na stan psychiczny Avril, która żyła w ciągłym stresie. Wraz ze śmiercią męża, Jane stanęła na progu ubóstwa, żyjąc z niewielkich oszczędności, które jej zostały. 
Jane Avril zmarła w domu starców w 1943 roku w wieku 75 lat, pochowano ją na cmentarzu Père-Lachaise.
Postać Jane Avril została wykorzystana w filmie Moulin Rouge z 1952 roku, w rolę Avril wcieliła się wówczas Zsa Zsa Gabor, a także w książce Pera Olova Enquista Opowieść o Blanche i Marie, która jest także poświęcona m.in. Marii Skłodowskiej-Curie oraz Blanche Wittman.